# Zona. Teren prywatny
Zona. Teren prywatny (hiszp. La Zona) – meksykański thriller z 2007 roku w reżyserii Rodrigo Plá, będący jego pełnometrażowym debiutem. Zdjęcia kręcono w mieście Toluca.
Światowa premiera filmu miała miejsce 3 września 2007 roku na 64. MFF w Wenecji, gdzie obraz zdobył trzy nagrody, w tym Nagrodę im. Luigiego De Laurentiisa za najlepszy debiut reżyserski. Na ekrany polskich kin film wszedł 18 lipca 2008 roku.

## Opis fabuły
Wykorzystując awarię systemu bezpieczeństwa na ekskluzywnym osiedlu w Meksyku, troje złodziejaszków włamuje się do jednego z domów. Dochodzi do tragedii – ginie kobieta, ochroniarz osiedla i dwóch włamywaczy. 16-letni Miguel kryje się na osiedlu fortecy. Mieszkańcy organizują obławę.

## Obsada
- Daniel Giménez Cacho jako Daniel
- Maribel Verdú jako Mariana
- Alan Chávez jako Miguel
- Daniel Tovar jako Alejandro
- Carlos Bardem jako Gerardo
- Marina de Tavira jako Andrea
- Mario Zaragoza jako komendant Rigoberto
- Andrés Montiel jako Diego
- Blanca Guerra jako Lucía
- Enrique Arreola jako Iván
- Gerardo Taracena jako Mario

i inni.